# Alexandr Kazancev
Alexandr Petrovič Kazancev (rusky Александр Петрович Казанцев, 2. září 1906 Akmola – 13. září 2002 Peredělkino) byl populární ruský spisovatel sci-fi, scenárista a šachista.
Po studiu na Tomské polytechnice nastoupil do metalurgického podniku, ale brzy přešel do všesvazového výzkumného ústavu elektromechanického. Zabýval se vynálezy, ale také skládáním šachových úloh, za něž obdržel řadu cen. Kazancevův sci-fi scénář vyhrál sovětskou soutěž scenáristů v roce 1936 - zfilmován nebyl, ale Kazancev jej přepsal do podoby románu Hořící ostrov. Po válce pak napsal mnoho dalších románů, ale věnoval se i šachu (byl mezinárodním mistrem, členem výboru pro šachové úlohy FIDE).

## Dílo (výběr)
- Hořící ostrov (Пылающий остров, 1939–1940 text rusky)
- Planeta bouří (1963, před tím v roce 1962 zfilmováno jako film Planeta bouří)
- Zánik Faeny (1978)